# Herencia genética mixta

Si la herencia mezclara las características de los dos progenitores, las flores convergerían a una única coloración en pocas generaciones.

La herencia mixta es una teoría obsoleta de la biología del siglo XIX. La teoría consiste en que la progenie hereda cualquier característica como la media de los valores de los padres de esa característica. Por ejemplo, el cruce de una variedad de flor roja con una variedad blanca de la misma especie produciría una descendencia de flor rosa.
La teoría de Charles Darwin de la herencia por pangénesis, con contribuciones al óvulo o al espermatozoide de cada parte del cuerpo, implicaba la herencia mixta. Su confianza en este mecanismo llevó a Fleeming Jenkin a atacar la teoría de la selección natural de Darwin alegando que la herencia mixta eliminaría cualquier característica beneficiosa nueva antes de que la selección tuviera tiempo de actuar.
La herencia mixta se descartó con la aceptación general de la herencia particulada durante el desarrollo de la genética moderna, después de aproximadamente 1900.

## Historia

### La pangénesis de Darwin
Charles Darwin desarrolló su teoría de la evolución por selección natural basándose en la comprensión de los procesos uniformes de la geología, que actúan durante periodos de tiempo muy largos sobre la variación heredable dentro de las poblaciones. Uno de esos procesos era la competencia por los recursos, como había indicado Thomas Malthus, que conducía a una lucha por sobrevivir y reproducirse. Dado que algunos individuos presentaban por azar rasgos que les permitían dejar más descendencia, esos rasgos tendían a aumentar en la población. Darwin reunió numerosas pruebas para demostrar que existía variación y que la selección artificial mediante la cría de animales y plantas había provocado cambios. Todo ello exigía un mecanismo fiable de herencia.

La pangénesis fue el intento de Darwin de proporcionar un mecanismo de herencia de este tipo. La idea era que cada parte del cuerpo del progenitor emitía unas partículas diminutas llamadas gémulas, que migraban por el cuerpo para contribuir a los gametos de ese progenitor, sus óvulos o espermatozoides. La teoría tenía un atractivo intuitivo, ya que las características de todas las partes del cuerpo, como la forma de la nariz, la anchura de los hombros y la longitud de las piernas se heredan tanto del padre como de la madre. Sin embargo, esta teoría tenía algunos puntos débiles. En primer lugar, muchas características pueden cambiar a lo largo de la vida de un individuo y se ven afectadas por el entorno: los herreros pueden desarrollar músculos fuertes en los brazos durante su trabajo, por lo que las gémulas de estos músculos deberían portar esta característica adquirida. Esto implica la herencia de los rasgos adquiridos según Lamarck. En segundo lugar, el hecho de que las gémulas se mezclaran en el momento de la fecundación implica la herencia mixta, es decir, que la descendencia sería intermedia entre el padre y la madre en todas las características. Esto contradice directamente los hechos observados de la herencia, entre ellos que los niños suelen ser varones o mujeres en lugar de todos intersexuales, y que rasgos como el color de las flores reaparecen a menudo después de una generación, incluso cuando parecen desaparecer al cruzar dos variedades. Darwin era consciente de estas dos objeciones y, en consecuencia, tenía serias dudas sobre la herencia mixta, como demuestra su correspondencia privada. En una carta a T.H. Huxley, con fecha el 12 de noviembre de 1857, Darwin escribió:
Últimamente me he inclinado a especular muy cruda e indistintamente, que la propagación por fecundación verdadera, resultará ser una especie de mezcla y no verdadera fusión, de dos individuos distintos, o más bien de innumerables individuos, ya que cada progenitor tiene sus progenitores y antepasados: «No puedo entender desde otro punto de vista la manera en que las formas cruzadas se remontan en tan gran medida a las formas ancestrales.»
En una carta a Alfred Wallace, con fecha el 6 de febrero de 1866, Darwin mencionaba haber realizado experimentos de hibridación con plantas de guisantes, no muy diferentes de los realizados por Gregor Mendel, y al igual que él haber obtenido variedades segregantes (no mezcladas), refutando de hecho su teoría de la pangénesis con mezcla:
No creo que entienda lo que quiero decir con la no mezcla de ciertas variedades. No se refiere a la fertilidad; le explicaré un ejemplo. Crucé los guisantes de olor Painted Lady y Purple, que son variedades de colores muy diferentes, y obtuve, incluso de la misma vaina, ambas variedades perfectas pero no intermedias. Creo que algo así debe ocurrir al menos con sus mariposas y las tres formas de Lythrum, aunque esos casos son tan maravillosos en apariencia. No sé si realmente lo son más que el hecho de que todas las hembras del mundo produzcan descendencia masculina y femenina distinta…
La herencia mixta también era claramente incompatible con la teoría de Darwin de la evolución por selección natural. El ingeniero Fleeming Jenkin lo utilizó para atacar la selección natural en su reseña de 1867 sobre El Origen de las especies de Darwin. Jenkin señaló que si la herencia se produjera por mezcla, cualquier rasgo beneficioso que pudiera surgir en un linaje se habría «mezclado» mucho antes de que la selección natural tuviera tiempo de actuar. El biólogo evolucionista Richard Dawkins comentó que la herencia mixta era un error observable, ya que implicaba que cada generación sería más uniforme que la anterior, y que Darwin debería habérselo dicho a Jenkin. El problema no era la selección natural, sino la mezcla, y en opinión de Dawkins, Darwin debería haberse conformado con decir que el mecanismo de la herencia era desconocido, pero ciertamente no mezclado.

### Sustitución por la herencia mendeliana

Un cuadro de Punnett para uno de los experimentos de Mendel con plantas de guisantes (autofecundación de la generación F1) muestra que la herencia es particulada, no mezclada.

La herencia mixta fue descartada por la aceptación generalizada que acabó teniendo, tras su muerte, la teoría de la herencia por partículas de Gregor Mendel, que este había presentado en Experimentos sobre la hibridación de las plantas (1865).En 1892, August Weismann expuso la idea de un material hereditario, que denominó germoplasma, confinado a las gónadas e independiente del resto del cuerpo (el soma). En opinión de Weismann, el plasma germinal formaba el cuerpo, pero el cuerpo no influía en el plasma germinal, salvo indirectamente mediante la selección natural. Esto contradecía tanto la pangénesis de Darwin como la herencia según Lamarck.El trabajo de Mendel fue redescubierto en 1900 por el genetista Hugo de Vries y otros, y pronto confirmado ese mismo año por los experimentos de William Bateson.La herencia mendeliana con alelos segregantes y particulados llegó a entenderse como la explicación tanto de las características discretas como de las que varían continuamente.

### Citas
1. ↑  Usaquén, William (2009). «El origen de las especies y su relación con el inicio de la actual teoría de la herencia». Instituto de Genética, Universidad Nacional de Colombia 14: 77-84.
2. 1 2  Noguera, Ricardo; Ruiz, Rosaura (2005). «Pangénesis y vitalismo científico». Departamento de Biología Evolutiva, Facultad de Ciencias, UNAM.
3. 1 2 3 4 5  Dawkins, Richard (2003). «An early flowering of genetics». The Guardian (en inglés).
4. ↑  Yawen, Zou (2014). «Charles Darwin's Theory of Pangenesis». Embryo Project Encyclopedia (en inglés).
5. ↑  «La teoría de la pangénesis y la perrita de Darwin». 2009.
6. ↑  «¿Podemos heredar algunos caracteres adquiridos?». Universidad de Murcia.
7. ↑  Holterhoff, Kate (2014). «The History and Reception of Charles Darwin's Hypothesis of Pangenesis». Journal of the History of Biology (en inglés) 47 (4): 661-695. PMID 24570302.
8. ↑  Charles, Darwin (1868). «The variation of animals and plants under domestication». John Murray (en inglés) (London). ISBN 1-4191-8660-4.
9. ↑  «Variaciones del Darwin doméstico».
10. ↑  «Darwin Correspondence Project, Letter #2166 -- Darwin C. R. to Huxley, T. H. dated before 12 Nov 1857».
11. 1 2  Bowler, Peter J. (1983). «The Eclipse of Darwinism: anti-Darwinian evolutionary theories in the decades around 1900». Johns Hopkins University Press (en inglés): 23-26. ISBN 978-0-8018-4391-4.
12. 1 2  Larson, Edward J. (2004). «Evolution:The Remarkable History of Scientific Theory». Modern Library (en inglés). ISBN 0-679-64288-9.
13. ↑  Darwin, Charles (1866). «Darwin Correspondence Project». University of Cambridge (en inglés).
14. ↑  Mendel, J.G. (1866). «Versuche über Pflanzenhybriden». Verhandlungen des Naturforschenden Vereines in Brünn (en alemán) 4: 3-47.
15. ↑  Druery, C.T.; Bateson, William (1901). «Experiments in plant hybridization». Journal of the Royal Horticultural Society (en inglés) 26: 1-32.
16. ↑  Weismann, August (1892). «Das Keimplasma: eine Theorie der Vererbung». Jena: Fischer (en alemán).
17. 1 2  Bowler, Peter (1989). «Evolution: The History of an Idea». University of California Press (en inglés). ISBN 978-0-520-06386-0.
18. ↑  Ambrose, Mike (2016). «Mendel's Peas». John Innes Centre (en inglés).
19. ↑  Larson, Edward J. (2004). «Evolution:The Remarkable History of Scientific Theory». Modern Library (en inglés). ISBN 0-679-64288-9.
20. ↑  Porter, Theodore M. (2014). «The curious case of blending inheritance». Studies in History and Philosophy of Science Part C: Studies in History and Philosophy of Biological and Biomedical Sciences (en inglés) 46: 125-132. PMID 24803228.

- Datos: Q883807